# Omid Kokabee
Omid Kokabee (persa: امید کوکبی; nacido en 1982) es un físico experimental láser iraní en la Universidad de Texas en Austin , que fue detenido en Irán después de regresar de los Estados Unidos para visitar a su familia el 30 de enero de 2011. Fue acusado inicialmente de "reunión y colusión contra la seguridad nacional", pero más tarde, después de haber sido absuelto de los cargos primarios, fue juzgado por "comunicarse con un gobierno hostil (EE.UU.)" y "ganancias ilegales/ilegítimas". A pesar de que en repetidas ocasiones negó todos los cargos contra él, finalmente fue condenado a diez años de prisión.
En septiembre de 2013, la American Physical Society (APS) anunció a Kokabee como co-receptor de su Premio 2014 Andrei Sajarov  por "su coraje al negarse a utilizar sus conocimientos de física para trabajar en proyectos que consideraba perjudiciales para la humanidad, enfrentándose a una presión física y psicológica extrema".
En noviembre de 2013, Amnistía Internacional publicó una declaración pública declarando a Kokabee "preso de conciencia, detenido únicamente por su negativa a trabajar en proyectos militares en Irán y como resultado de cargos falsos relacionados con sus legítimos lazos académicos con instituciones académicas fuera de Irán". En esa declaración, Amnistía pidió "su liberación inmediata e incondicional".
En octubre de 2014, la Asociación Estadounidense para el Avance de la Ciencia (AAAS) otorgó a Kokabee su Premio 2014 de Libertad y Responsabilidad Científica "por su posición valiente y disposición para soportar el encarcelamiento antes que violar su postura moral de que su experiencia científica no debe utilizarse con fines destructivos y por sus esfuerzos para proporcionar esperanza y educación a sus compañeros de prisión".